# Doce cuentos peregrinos
Doce cuentos peregrinos es un compendio de doce cuentos escritos y redactados por Gabriel García Márquez a lo largo de dieciocho años. La razón del título se debe a que para lograr ser publicados, los cuentos sufrieron un vaivén creativo de larga duración, yendo de la mente del creador (que en varias ocasiones desertaba y volvía a comenzar), a las páginas de cuadernos y notas, al cesto de la basura, en repetidas ocasiones y de forma azarosa, hasta que finalmente llegaron a concluirse y publicarse en el año 1992. 
Estos doce cuentos se logran unificar por un tema central: historias que van de lo cotidiano a lo extraordinario, con personas de origen latinoamericano en Europa encontrándose con las diferencias en sus costumbres.

## Cuentos
Los doce cuentos del libro son los siguientes:
- Buen viaje, señor presidente
- La santa
- El avión de la bella durmiente
- Me alquilo para soñar
- Sólo vine a hablar por teléfono
- Espantos de agosto
- María dos Prazeres
- Diecisiete ingleses envenenados
- Tramontana
- El verano feliz de la señora Forbes
- La luz es como el agua
- El rastro de tu sangre en la nieve

## Series audiovisuales
Previo a la publicación de Doce cuentos peregrinos, García Márquez desarrolló algunos de los argumentos de los cuentos como guiones para cine llegando a filmarse algunas películas con ellos. 
En 1988 concibió la serie «Amores difíciles», compuesta por seis telepelículas de 90 minutos de duración cada una, coproducidas por la TVE y el International Network Group y la coordinación de la Fundación del Nuevo Cine Latinoamericano. Para la serie utilizó argumentos que había desarrollado literariamente en Doce cuentos peregrinos, en los guiones de: Milagro en Roma (1989) dirigida por Lisandro Duque Naranjo (versión cinematográfica del cuento La santa), y El verano de la señora Forbes (1989) dirigida por Jaime Humberto Hermosillo versión del cuento: El verano feliz de la señora Forbes.
En 1992 el brasileño Ruy Guerra dirigió la serie de televisión "Me alquilo para soñar" (seis episodios), producida por TVE, con Hanna Schygulla, Charo López y Fernando Guillén, basada en el cuento homónimo de este libro (6 episodios).